# اتحادیه فوتبال سنگاپور
فدراسیون فوتبال سنگاپور نهاد اداره‌کنندهٔ فوتبال در سنگاپور است. این نهاد در سال ۱۸۹۲ پایه‌گذاری شده و اکنون عضو کنفدراسیون فوتبال آسیا است , و ادعا می شود که قدیمی ترین فدراسیون فوتبال آسیاست.نام این ارگان قیب از نام فعلی، فدراسیون فوتبال آماتور سنگاپور بوده است.این نهاد مسئول مدیریت و پیشرفت فوتبال در تمام رده ها در سنگاپور است. در حال حاضر ریاست این نهاد بر عهدهٔ زین‌الدین بن نوردین می‌باشد.